# バウバウ大臣
『バウバウ大臣』（バウバウだいじん）は、藤子不二雄（のちの藤子・F・不二雄）による日本の漫画。小学館の学習雑誌『小学二年生』『小学三年生』『小学四年生』において、1976年に連載された。『小学二年生』は全7話、他誌は全8話。
藤子不二雄の藤本弘による単独執筆作。

## 概要
宇宙のキャラクターが地球へ訪ねて来るという作品として、藤本の1968年の作品『ウメ星デンカ』と1985年の『チンプイ』を繋ぐ中間的作品に位置するSFギャグ漫画である。同時期に3誌に並行して連載されたが、基本設定以外の物語の内容は各誌ごとに異なる。連載時期である1970年代中期は、藤本の作品の連載が長続きしなかったことが多いため、藤本がメディアにおいて最も後退していた時代との指摘もあり、本作も例にもれず短命に終わっている。

## あらすじ
星野大二少年のもとに現れた、言葉を話すイヌのバウバウと、ネコのミウミウ。彼らは天の川の中心部に栄えたアマンガワ星のアマンガワ王国の高官たちの生れ変わりだった。かつて3万年の歴史を誇ったアマンガワ王国は、百年前に巨大彗星の衝突で滅び去ったが、優れた科学力により住民たちはほかの星々の住民に生れ変わったのであり、しかも大二こそがアマンガワ王国の王子の生れ変わりなのだという。王国再建を目指して大二を王子として盛り立てようとするバウバウたちは、大二や周囲の人々を振り回し、ドタバタの日々を繰り広げる。

## 登場人物
バウバウ
アマンガワ星・アマンガワ王国のバウバウ大臣の生れ変わりのイヌ。言葉を話し、空を飛べる。王子の衣装や王宮の内装品など、王国再建のための様々な物を口から出すことができる。
ミウミウ
アマンガワ王国の女官ミウミウの生れ変わりのネコ。バウバウ同様に言葉を話し、空を飛べる。体から放つ「ミウ電気」で人間の才能を覚醒させるほか、病気の治癒や催眠術など、多彩な超能力を持つ。
星野 大二（ほしの だいじ）
ごく平凡な小学生。名前が「おうじ」と読めるために友人たちから「王子」とからかわれるが、実は本当にアマンガワ王国の王子の生れ変わりであり、額と両手と臍のほくろを結ぶと十字になるのがその証。バウバウたちに王子様と崇められるものの、本人はその記憶も自覚もまったくない。
星野 一夫（ほしの かずお）
大二の父で、売れない漫画家。職業柄フィクションに慣れており、喋る動物（バウバウたち）に疑いを抱かない。バウバウたちいわく、両足の魚の目がアマンガワ王の生れ変わりの証だが、大二同様にその記憶はない。
大二の母
ごく普通の主婦。バウバウたちいわく、鼻の頭の三角形のそばかすがアマンガワ王妃の生れ変わりの証だが、やはりその記憶はない。
春日 ウララ（かすが ウララ）
大二の同級生の女の子。心の優しい美少女。バウバウたちによって無理やり、アマンガワ皇太子妃に仕立て上げられてしまう。
川口（かわぐち）
通称カバグチ。大二の町のガキ大将、バウバウたちいわく、鼻の3つのほくろがアマンガワ王子の馬のカパカパの生れ変わりの証。

## 単行本
単行本は、『藤子不二雄ランド』から全1巻で1990年に発売。これは計3誌の掲載話を全19話として編集したもので、第1話と最終回は『小学四年生』のものを掲載しており、他誌の第1話と最終回は未収録。後の2011年『藤子・F・不二雄大全集』として、未収録分を含む全話が『みきおとミキオ』に同時収録されて発売された。

## 書誌情報
- 『バウバウ大臣』 中央公論社〈藤子不二雄ランド〉、全1巻
  1. 1990年8月3日発行（1990年8月1日発売[6]）、ISBN 978-4-12-410290-1
- 『みきおとミキオ / バウバウ大臣』 小学館〈藤子・F・不二雄大全集〉、全1巻
  1. 2011年3月30日発行（2011年3月25日発売[6]）、ISBN 978-4-09-143456-2